# University of Saint Mary
La University of Saint Mary è un'università privata di indirizzo cattolico con sede a Leavenworth, nello stato americano del Kansas.
Le origini dell'università si ricollegano con quelle della scuola aperta nel 1858 dalle Suore della carità di Leavenworth e ribattezzata Saint Mary's Academy nel 1870. Nel 1923 l'istituto divenne il Saint Mary College e nel 1932 iniziò ad ammettere studenti maschi. Ottenne lo status di università nel 2003 e adottò il nome di University of Saint Mary.